# Aleksandar Tirnanić
Aleksandar "Tirke" Tirnanić (Krnjevo, 15 de juliol de 1911 - Belgrad, 13 de desembre de 1992) fou un futbolista serbi, i posteriorment entrenador.
Tirnanić jugà tota la seva carrera sènior al BSK Beograd disputant 500 partits amb el club. També fou 50 cops internacionals amb Iugoslàvia, amb la qual marcà 12 gols entre 1929 i 1940. Participà en la Copa del Món de futbol de 1930, com a jugador, i a les de 1954 i 1958, com a entrenador.